# 史蒂夫·塞登
史蒂文·杰弗里·塞登（英語：Steven Jeffrey Seddon；1997年12月25日—）是一位英格蘭足球運動員，在場上的位置是左邊衛。他現在效力於英格蘭足球甲級聯賽球隊牛津联。

## 球會生涯
史蒂夫·塞登生於英格蘭伯克郡，曾在雷丁學習踢球。20142他赴伯明翰試訓後贏獎學金，加入球會青訓系統。
2016年4月，他簽下首份職業合約，為期兩年。2018年5月，他再簽下一份為期一年的合約，另加一年選擇行駛權。在2018/19球季，塞登與一線隊一起往奧地利進行季前集訓，並獲分發球衣號碼。
2018年8月30日，他被外借至史提芬納治，期限為2019年1月15日。兩天後他首次在英格兰足球联赛上場，以先發身份在主場對戰剑桥联。他在半場被換下，而球隊最終輸1-0。在史提芬納治期間他共上場25次，其中23次是聯賽。外借史提芬納治完結後，他隨即被外借到英甲球會AFC溫布頓至球季結束。塞登立即先發上場參加對巴恩斯利的比賽，但球隊最終在主場輸4-1。他在AFC溫布頓共上場18次，助球隊保級成功。
2019/20球季揭幕日，他在母會伯明翰首次上場參加英冠賽事，作客布伦特福德，並助球隊以1-0取勝。

## 外部連結
- 伯明翰足球會球員介紹 （页面存档备份，存于）